# Сан-Жоржи (Аркуш-ди-Валдевеш)
Сан-Жо́ржи (порт. São Jorge) — район (фрегезия) в Португалии, входит в округ Виана-ду-Каштелу. Является составной частью муниципалитета Аркуш-ди-Валдевеш. По старому административному делению входил в провинцию Минью. Входит в экономико-статистический субрегион Минью-Лима, который входит в Северный регион. Население составляет 766 человек на 2001 год. Занимает площадь 11,50 км².